# ゴールキ・レーニンスキエ
座標: 北緯55度30分 東経37度46分 / 北緯55.500度 東経37.767度

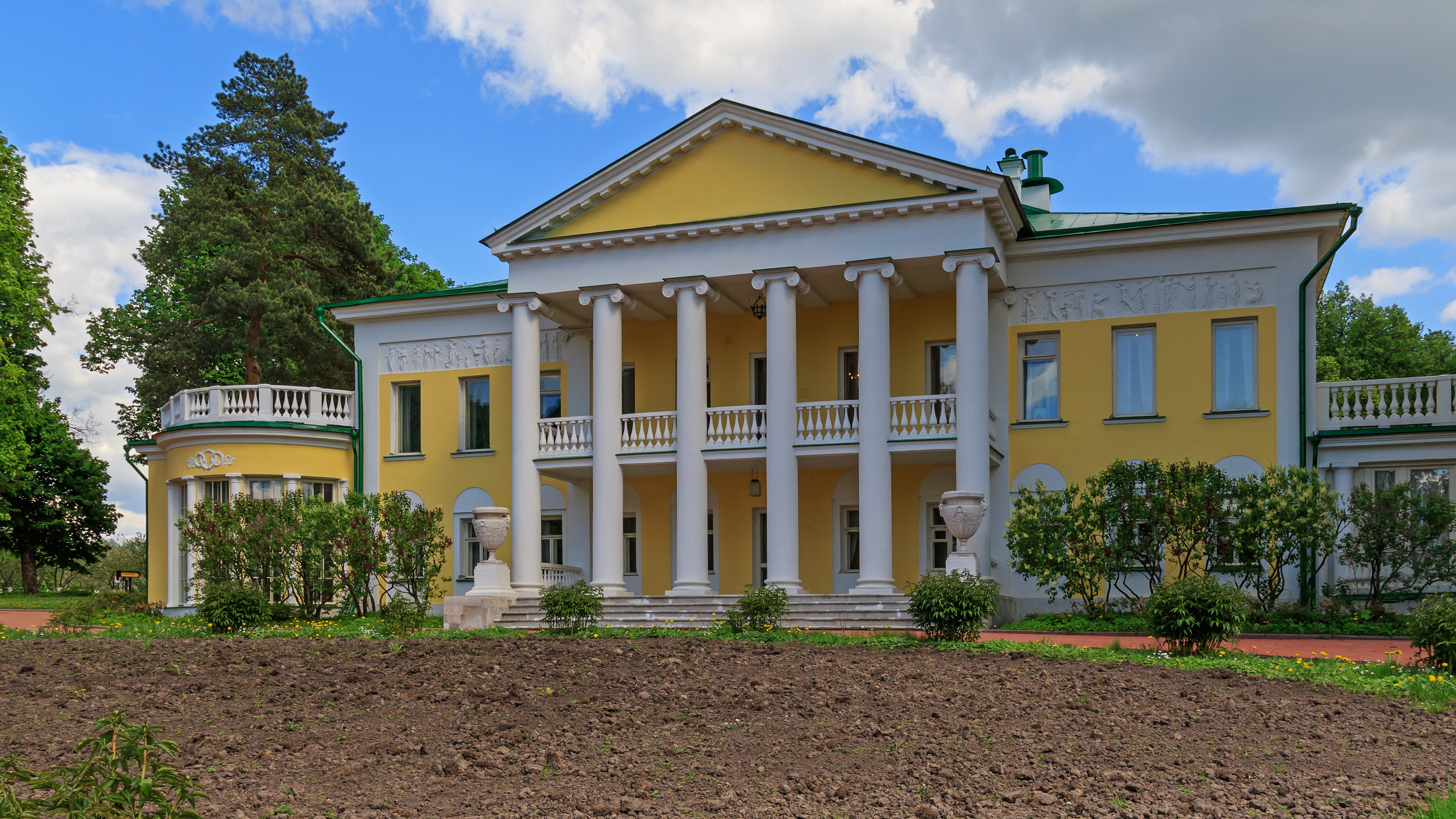
レーニンの邸宅博物館

ゴールキ・レーニンスキエ（ロシア語: Го́рки Ле́нинские、ラテン文字表記の例: Gorki Leninskiye）は、ロシアのモスクワ州にある都市型集落（町）。ウラジーミル・レーニンの終焉の地として知られ、レーニン博物館がある。

## 地理
モスクワ環状道路（MKAD）が走るモスクワの市境から南へ10キロメートル離れており、ヴィドノエ市とドモジェドヴォ国際空港のあるドモジェドヴォ市の間にある。モスクワからノヴォロシースクへ向かうM4幹線道路が近くを通る。人口は2002年国勢調査で1,729人。

## 歴史

### 帝政時代
ゴールキの地所は18世紀以降、モスクワの貴族の別荘として建てられ、様々な貴族の手を転々とした。1905年のロシア第一革命の頃にはロシア最大の資本家で古儀式派の大商人でかつモスクワ芸術座及びイスクラ紙の資金提供者であったサッバ・モロゾフが所有し、1906年の彼の死後には彼の妻のジナイーダ・モロゾワのものになった。彼女は当時の気鋭の建築家フョードル・シェーフテリと契約し、ゴールキの邸宅を今見るような新古典主義建築へと改造し、6本のイオニア式ポルチコを付け加えた。

### レーニン終焉の地
十月革命が終わり、1918年にボリシェヴィキ政府がモスクワに移転すると、ゴールキの贅沢な邸宅は国有化され、指導者レーニンの別荘(ダーチャ）になった。1918年8月末の暗殺未遂事件の後、レーニンはこの別荘で体力を回復させたが、その後健康状態が悪化するとこの別荘で過ごす時間が増えていった。1923年5月15日、レーニンは医者の勧めでモスクワのクレムリンを離れゴールキに向かい、そこで半引退生活を送り、1924年1月21日に死去した。レーニンの弟ドミトリーもここに滞在し、1943年7月16日に父イリヤと兄同様、脳出血により死去した。

### レーニンの死後
レーニンの死後、ゴールキの町は彼を記念してゴールキ・レーニンスキエと改名された。邸宅は保存され複数の博物館が置かれ、レーニンの所有品、レーニンのアパートの再現、クレムリンの執務室の再現などが展示されている。1958年には庭園の中に「指導者の死」と題された記念碑が除幕された。なお、ウラジーミル・プーチン大統領は祖父がゴールキで料理人として勤務していたことを語っている。

## ギャラリー

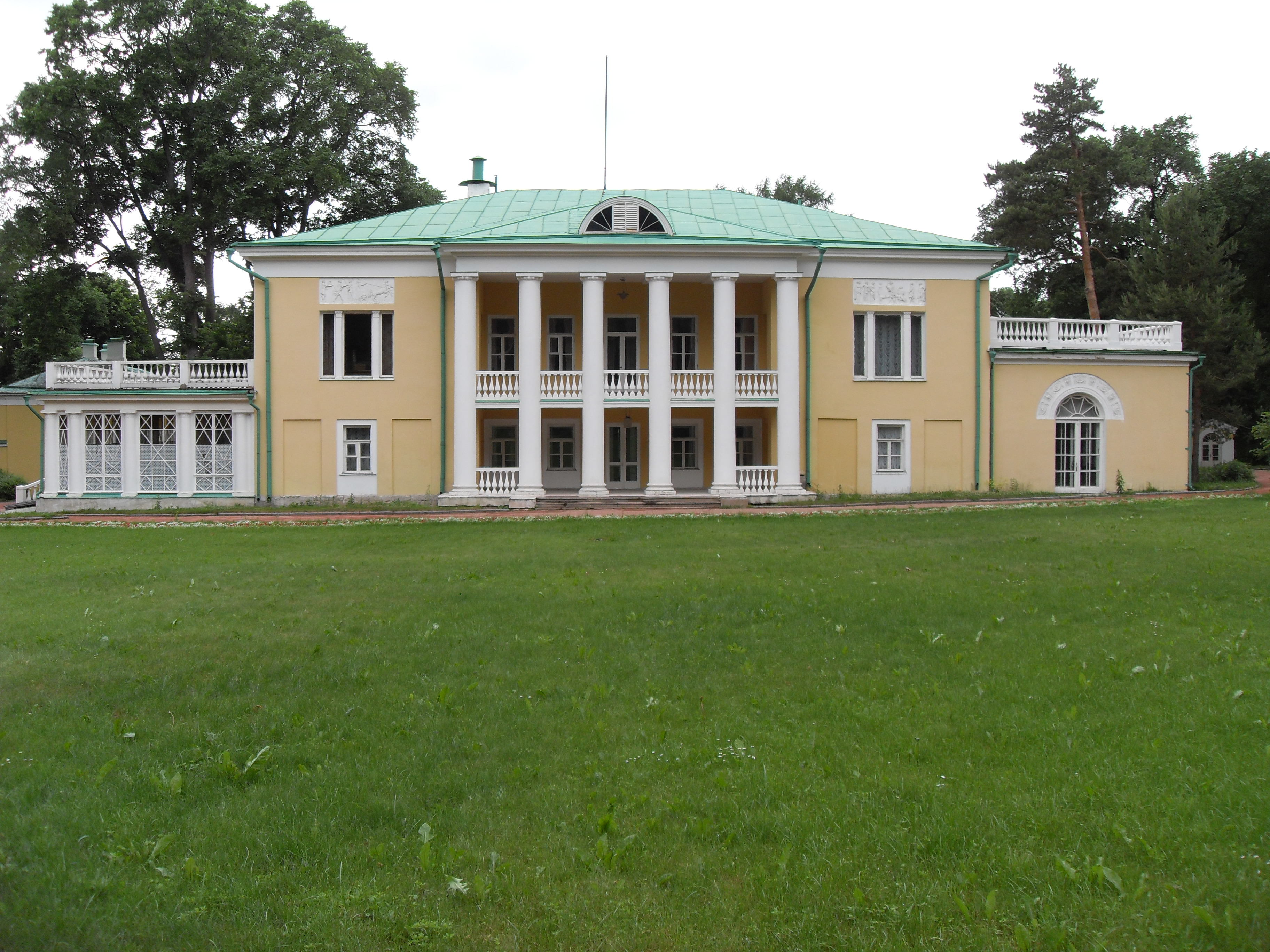
レーニンの邸宅博物館
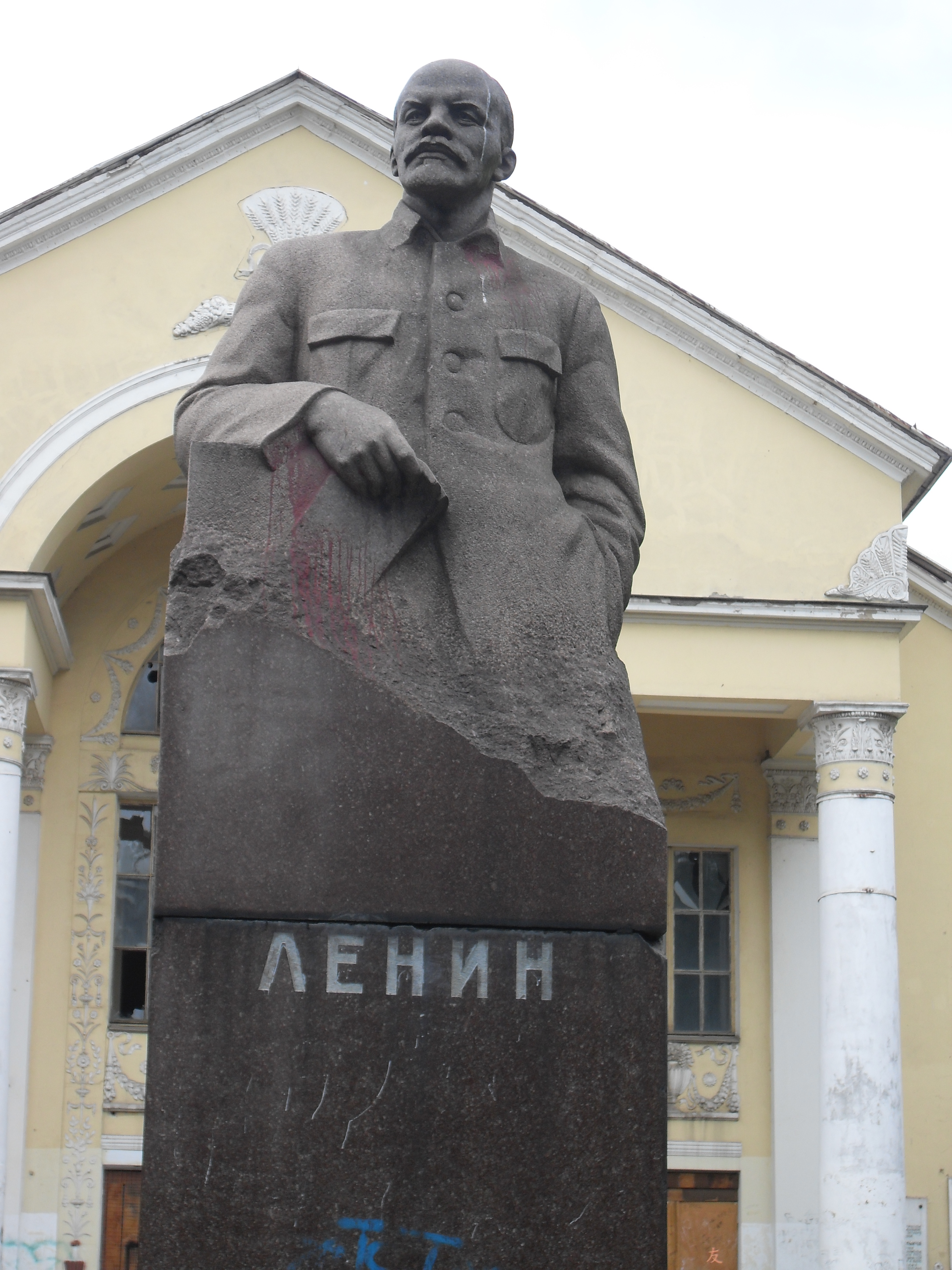
町中のレーニン彫像
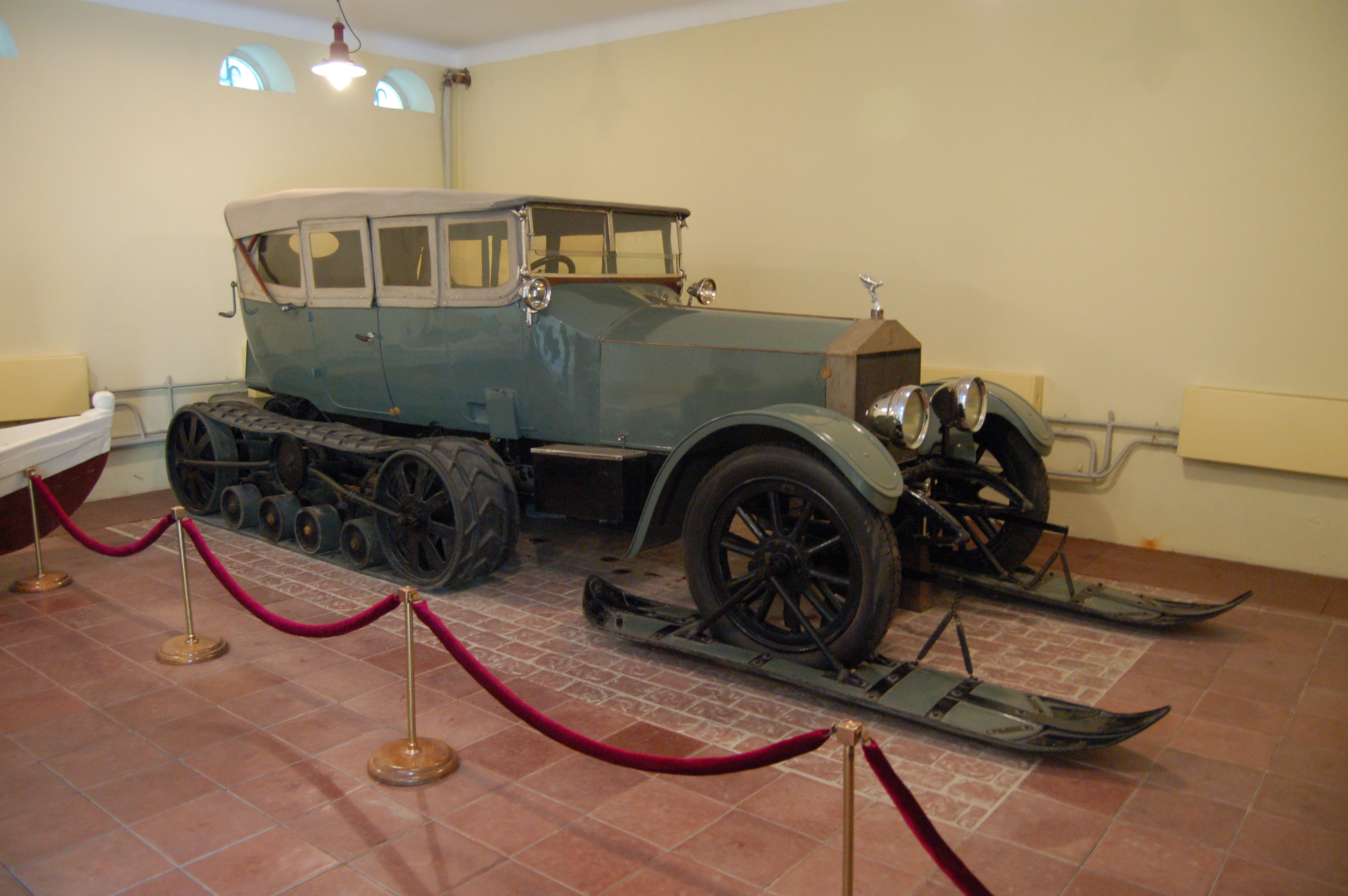
ロールス・ロイス・シルヴァーゴーストの半装軌車
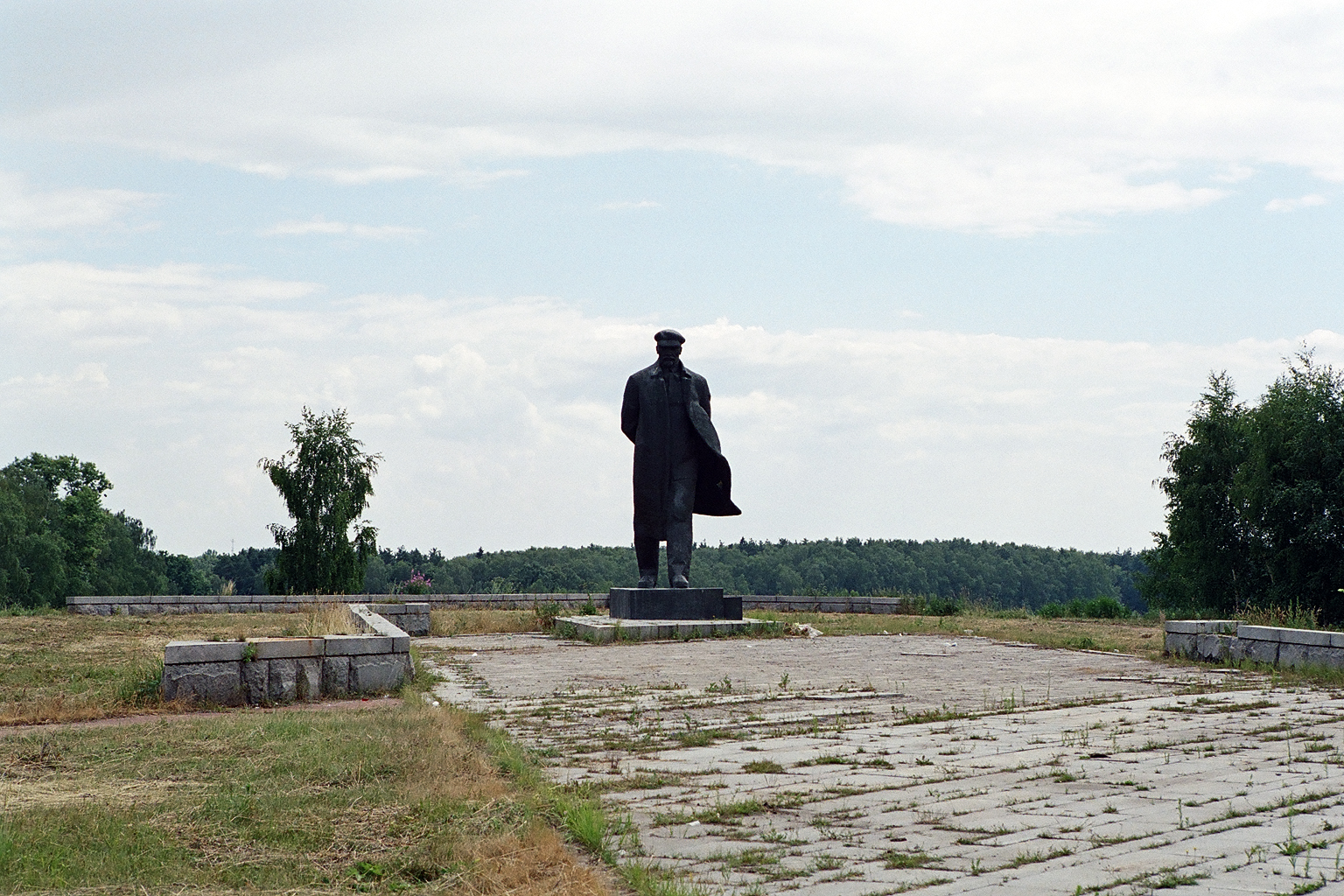
レーニン像